# San José, Santa Cruz
San José är en ort i Bolivia.   Den ligger i departementet Santa Cruz, i den centrala delen av landet, 230 km nordost om huvudstaden Sucre. San José ligger 502 meter över havet och antalet invånare är 2 791.
Terrängen runt San José är huvudsakligen platt, men västerut är den kuperad. San José ligger nere i en dal. Närmaste större samhälle är La Guardia, 6,4 km nordost om San José.
I omgivningarna runt San José växer i huvudsak städsegrön lövskog. Runt San José är det tätbefolkat, med 297 invånare per kvadratkilometer.